# Казахстанский тенге
Казахста́нский тенге́ (каз. Қазақстан теңгесі, Qazaqstan teñgesi; м. р., нескл.) — денежная единица Казахстана. Введена в обращение 15—16 ноября 1993 года. Буквенный код ISO 4217 — KZT, цифровой — 398, официальный символ — ₸. Один тенге равен 100 тиынам.

## История

### Внедрение национальной валюты
В первое время после обретения страной независимости для выплаты зарплат, пенсий и пособий, Казахстан выкупал бумажные деньги у России. До первой половины 1992 года Центральный банк России предоставлял рубли бесплатно. Но после разделения бюджетов необходимо было платить за рубль, а в бюджете Казахстана не хватало средств, поэтому в стране начала возникать нехватка наличных денег. Также в связи с выводом в России из оборота банкнот 1961—1992 годов, выросла незаконная поставка этих денег в Казахстан.
В 1992 году президентом Казахстана Нурсултаном Назарбаевым была создана рабочая группа под руководством Даулета Сембаева и спецгруппа дизайнеров по разработке дизайна купюр тенге: Мендыбай Алин, Досбол Касымов, Агимсалы Дузельханов, Тимур Сулейменов и Хайрулла Габжалилов. Члены рабочей группы должны были определить принципы самостоятельного ведения финансово-кредитной политики государства. Рассматривалось несколько вариантов. По одному из них предлагалось вводить 3 банкноты казахстанского рубля (с номиналами 5000, 10 000 и 50 000) и печатать эти банкноты в России. Во втором варианте предлагалось также изготовить банкноты с тремя самыми высокими номиналами в России, затем до стабилизации положения ввести промежуточную национальную валюту на 1-2 года, а настоящую национальную валюту ввести потом. Третий вариант предусматривал параллельный ввод национальной валюты с рублём. Четвёртый вариант — прямое введение национальной валюты. После длительных обсуждений рабочей группы единогласно проголосовали за последний вариант. Для национальной валюты было выбрано название «тенге», происходящее от средневековых тюркских мелких серебряных монет «денге» или «таньга» (от которых произошли также название русской монеты деньга (полкопейки) и само слово деньги).
К июню 1992 года переговоры Казахстана с Россией о создании рублёвой зоны окончательно зашли в тупик, так как российское правительство приняло решение отказаться от прежней концепции рублёвой зоны. Несмотря на наличие договорённости о том, что если одна из сторон — участниц рублёвой зоны захочет ввести свою валюту, она должна за 3 месяца проинформировать остальные государства, Россия 1 июля 1993 года практически ввела свою национальную валюту.
Так как в Казахстане не было своей банкнотной фабрики и ранее все деньги привозились из Москвы, то было принято решение печатать деньги на английских фабриках Harrison and Sons и De La Rue. Стоимость печатания всего объёма валюты составила 7 млн долларов США. После производства банкноты были секретно доставлены в Казахстан: 4 самолёта Ил-76 сделали несколько рейсов из Лондона в Уральск, затем в области Казахстана. В сопроводительных документах писали: «Необходимое имущество для строящейся резиденции главы государства».
В ноябре 1993 года президент Назарбаев своим указом определил состав официальной Правительственной комиссии по введению национальной валюты под руководством премьер-министра Сергея Терещенко. В состав комиссии вошли первый заместитель премьер-министра Даулет Сембаев, министр финансов Еркешбай Дербисов, министр экономики Бейсенбай Изтлеуов, председатель Национального банка Казахстана Галым Байназаров, председатель парламентского комитета Саук Такежанов. 5 ноября 1993 года президент подписал Указ «О неотложных мерах по стабилизации денежной системы», в котором были определены необходимые шаги перед введением национальной валюты. Частным и юридическим лицам было направлено письменное распоряжение о том, что они не имеют права вносить на спецсчета наличные деньги в банкнотах 1961—1992 годов, использовать их до поступления дополнительного указания Национального банка Казахстана.
12 ноября 1993 года вышел указ президента Республики Казахстан Нурсултана Назарбаева «О введении национальной валюты Республики Казахстан». Назарбаев презентовал валюту казахстанцам в эфире центральных телеканалов. 15 ноября 1993 года тенге введены в обращение в соотношении 1 тенге = 500 рублей, на тенге обменивались банкноты и монеты в российских и советских рублях. С 18 ноября 1993 года тенге стал единственным законным платежным средством на территории Казахстана. Первая партия тенге была напечатана за границей, в Великобритании. Первые разменные деньги — тиын (1/100 часть тенге) — были выполнены в виде банкнот номиналом 1, 2, 5, 10, 20, 50 тиын. Первые монеты чеканились в Германии.
В 1995 году в Казахстане открылась Банкнотная фабрика Национального банка Казахстана.

### Последующие события
11 ноября 1997 года издан Указ Президента Республики Казахстан № 3745 «Об утверждении Концепции дизайна монет Национального банка Республики Казахстан».
В апреле 1999 года проведена первая девальвация тенге на 64,6 %.
7 февраля 2001 года издан Указ Президента Республики Казахстан № 549 «О некоторых вопросах функционирования национальной валюты Республики Казахстан», где рассмотрено изъятие наличных тиынов из денежного обращения.
25 сентября 2003 года издан Указ Президента Республики Казахстан № 1193 «Об утверждении Концепции дизайна банкнот и монет национальной валюты — казахстанского тенге». Изменения и дополнения в этот указ вносились указами от 26 июня 2008 года № 624, от 29 января 2014 года № 743 и от 28 января 2016 года № 185.
В 2006 году выпущены в обращение банкноты нового дизайна номиналом от 200 до 10 000 тенге.
29 марта 2007 года был утверждён символ тенге.
4 февраля 2009 года случилась вторая девальвация тенге. Курс доллара США повысился на 25 тенге.
5 января 2010 года в обращение выпускаются памятные банкноты номиналом 1000 тенге образца 2010 года, посвящённые председательству Казахстана в ОБСЕ.
17 января 2011 года Национальный банк Казахстана выпустил памятные банкноты номиналом 2000 тенге, посвящённые 7-м зимним Азиатским играм.
25 мая 2011 года в обращение вводится новая памятная банкнота номиналом 1000 тенге, посвященная председательству Казахстана в Организации Исламская Конференция.
4 июля 2011 года Национальный банк Казахстана в честь 20-летия независимости республики выпустил в обращение памятную банкноту номинальной стоимостью 10 000 тенге.
11 февраля 2014 года случилась третья девальвация. Тенге обесценился на 20 %. 20 августа 2015 года тенге переходит к режиму свободно плавающего курса. Тенге обесценился на 35 %;
30 ноября 2015 года было объявлено о выпуске в обращение банкноты номиналом в 20 000 тенге.
1 апреля 2017 года издан Указ Президента Республики Казахстан № 452 "О внесении изменения в Указ Президента Республики Казахстан от 7 февраля 2001 года № 549 «О некоторых вопросах функционирования национальной валюты Республики Казахстан», которым исключён пункт закона, где оговаривался порядок изъятия из денежного обращения наличных тиынов, а также приема и обмена наличных тиынов на тенге.
12 декабря 2018 года издан Указ Президента Республики Казахстан № 804 «Об утверждении Концепции дизайна банкнот и монет национальной валюты — казахстанского тенге».
26 апреля 2019 года вышли монеты с надписями на латинской графике, не имеющие иных дизайнерских отличий от монет предыдущей серии с кириллической графикой.
28 января 2020 года вышла оборотная монета номиналом 200 тенге.
В декабре 2021 года вышла памятная банкнота номиналом 20 000 тенге с портретом первого президента Казахстана Нурсултана Назарбаева, посвящённая 30-летию независимости Казахстана.
6 декабря 2023 года Национальный банк Казахстана выпускает в обращение коллекционные монеты из серии «Портреты на банкнотах» с изображениями выдающихся исторических личностей — аль-Фараби, Курмангазы и Суюнбая
С 2024 года Национальный банк Казахстана начал выпуск новой серии банкнот под названием «Сакский стиль». Купюры оформлены с использованием орнаментов сакской культуры, традиционных символов и обновлённой цветовой палитры. Также были внедрены современные защитные элементы.
9 мая 2025 года была выпущена памятная банкнота, посвящённая 80-летию Победы во Второй мировой войне. Она имеет ограниченный тираж и отличается тематическим дизайном с историческими изображениями и памятниками..

### Символ

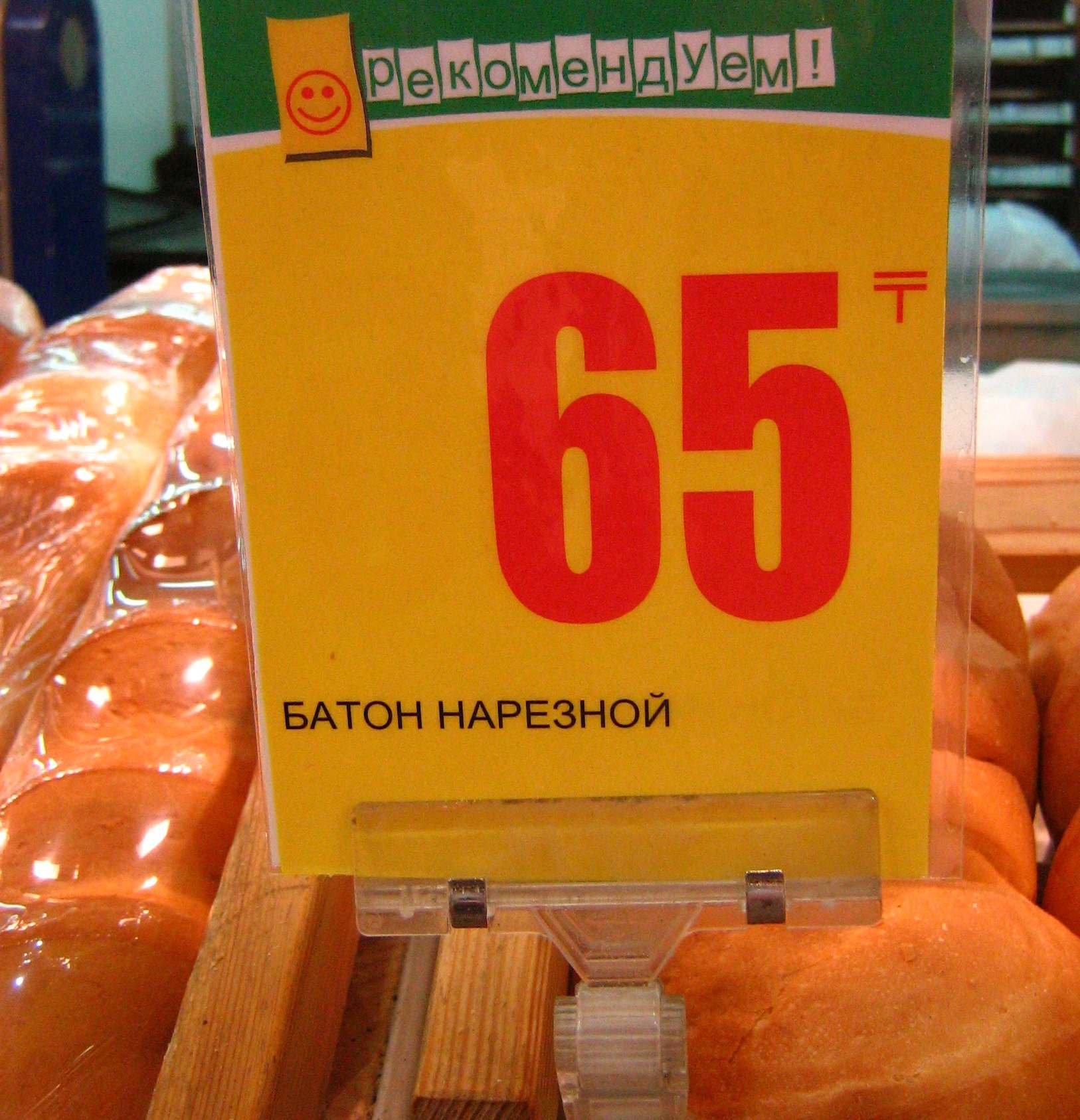
Символ тенге (₸) на ценнике в супермаркете

На банкнотах и монетах принято обозначение просто тенге (каз. теңге). В ноябре 2006 года Национальный банк Республики Казахстан провёл конкурс на рисунок символа тенге. Из 30 тысяч представленных на конкурс рисунков 29 марта 2007 года был утверждён новый символ тенге, авторы которого, Вадим Давиденко и Санжар Амерханов, получили премию в 1 млн тенге (по действовавшему тогда курсу около 8 тыс. долларов) от Национального банка Казахстана и ещё пять тысяч долларов от казахского банка «Альянс». После публикации результатов конкурса разразился скандал, так как выяснилось, что новый символ тенге ничем не отличается от символа японской почтовой службы, использующегося уже более 120 лет.

## Монеты

### Монеты первой серии
Пробные монеты номиналом 1, 2, 3, 5, 10 тиынов и 1, 5, 10, 20 тенге были отчеканены с датой 1992. В обращение были выпущены монеты с датой 1993. Монеты номиналом 1 и 3 тиына в обращение не выпускались.
7 февраля 2001 года издан Указ Президента Республики Казахстан № 549, где рассмотрено изъятие наличных тиынов из денежного обращения.
9 ноября 2011 года издан Указ Президента Республики Казахстан № 170, по которому изъятие наличных тиынов из денежного обращения осуществляется до 31 декабря 2012 года включительно.
1 апреля 2017 года издан Указ Президента Республики Казахстан № 452, которым исключён пункт закона, где оговаривался порядок изъятия из денежного обращения наличных тиынов, а также приёма и обмена наличных тиынов на тенге.
| Изображение | Номинал   | Материал    | Диаметр (мм) | Толщина (мм) | Масса (г) | Гурт                 | Даты            | Даты    | Даты            |
| Изображение | Номинал   | Материал    | Диаметр (мм) | Толщина (мм) | Масса (г) | Гурт                 | введения        | чеканки | изъятия         |
| ----------- | --------- | ----------- | ------------ | ------------ | --------- | -------------------- | --------------- | ------- | --------------- |
|             | 2 тиына   | латунь Л-80 | 17,27        | 1,3          | 2,26      | гладкий              | 1 марта 1994    | 1993    | 31 декабря 2012 |
|             | 5 тиынов  | латунь Л-80 | 17,27        | 1,3          | 2,26      | гладкий              | 1 марта 1994    | 1993    | 31 декабря 2012 |
|             | 10 тиынов | латунь Л-80 | 19,56        | 1,6          | 3,48      | гладкий              | 1 марта 1994    | 1993    | 31 декабря 2012 |
|             | 20 тиынов | латунь Л-80 | 21,87        | 1,7          | 4,71      | гладкий              | 1 марта 1994    | 1993    | 31 декабря 2012 |
|             | 50 тиынов | латунь Л-80 | 25           | 2            | 7,43      | гладкий              | 1 марта 1994    | 1993    | 31 декабря 2012 |
|             | 1 тенге   | нейзильбер  | 17,27        | 1,3          | 2,26      | гладкий              | 25 октября 1995 | 1993    | 1 октября 2001  |
|             | 3 тенге   | нейзильбер  | 19,56        | 1,6          | 3,48      | гладкий              | 25 октября 1995 | 1993    | 1 октября 2001  |
|             | 5 тенге   | нейзильбер  | 21,87        | 1,7          | 4,71      | гладкий              | 25 октября 1995 | 1993    | 1 октября 2001  |
|             | 10 тенге  | нейзильбер  | 25           | 2            | 7,43      | гладкий              | 25 октября 1995 | 1993    | 1 октября 2001  |
|             | 20 тенге  | нейзильбер  | 31           | 2            | 11,37     | прерывисто- рубчатый | 25 октября 1995 | 1993    | 1 октября 2001  |

### Монеты второй серии (1997 — 26 апреля 2019 года)
| Изображение           | Номинал   | Материал                          | Диаметр (мм) | Толщина (мм) | Масса (г) | Гурт                 | Годы выпуска                            |
| --------------------- | --------- | --------------------------------- | ------------ | ------------ | --------- | -------------------- | --------------------------------------- |
|                       | 1 тенге   | нибрасс                           | 15           | 1,3          | 1,63      | гладкий              | 1997 2000 2002 2004 2005 2011 2012      |
| сталь, гальв. латунью | 1 тенге   | 1,4                               | 15           | 2013—2018    | 1,63      | гладкий              |                                         |
|                       | 2 тенге   | нибрасс                           | 16           | 1,3          | 1,84      | гладкий              | 2005 2006                               |
|                       | 5 тенге   | нибрасс                           | 17,27        | 1,3          | 2,18      | гладкий              | 1997 2000 2002 2004 2005 2006 2010—2012 |
| сталь, гальв. латунью | 5 тенге   | 1,45                              | 17,27        | 2013—2018    | 2,18      | гладкий              |                                         |
|                       | 10 тенге  | нибрасс                           | 19,56        | 1,3          | 2,81      | гладкий              | 1997 2000 2002 2004 2005 2006 2010—2012 |
| сталь, гальв. латунью | 10 тенге  | 1,45                              | 19,56        | 2013—2018    | 2,81      | гладкий              |                                         |
|                       | 20 тенге  | нейзильбер                        | 18,27        | 1,6          | 2,9       | прерывисто- рубчатый | 1997 2000 2002 2006 2010—2012           |
| сталь, гальв. никелем | 20 тенге  | 2013—2018                         | 18,27        | 1,6          | 2,9       | прерывисто- рубчатый |                                         |
|                       | 50 тенге  | нейзильбер                        | 23           | 1,6          | 4,7       | прерывисто- рубчатый | 1997 2000 2002 2006 2007 2015—2018      |
|                       | 100 тенге | кольцо: нибрасс центр: нейзильбер | 24,5         | 1,95         | 6,65      | рубчатый             | 2002 2004—2007                          |

### Монеты третьей серии (с 2019)
Дизайн монет не претерпел существенных изменений по сравнению с предыдущей серией, однако в связи с переходом казахского языка на латиницу, все надписи на них выполнены латинской графикой.
| Изображение           | Номинал   | Материал                          | Диаметр (мм) | Толщина (мм) | Масса (г) | Гурт                           | Годы выпуска |
| --------------------- | --------- | --------------------------------- | ------------ | ------------ | --------- | ------------------------------ | ------------ |
| 1 тенге               | 1 тенге   | сталь, гальв. латунью             | 15           | 1,4          | 1,63      | гладкий                        | 2019—        |
| 2 тенге               | 2 тенге   | сталь, гальв. латунью             | 16           | 1,4          | 1,84      | гладкий                        | 2019—        |
| 5 тенге               | 5 тенге   | сталь, гальв. латунь              | 17,27        | 1,45         | 2,18      | гладкий                        | 2019—        |
| 10 тенге              | 10 тенге  | сталь, гальв. латунью             | 19,56        | 1,45         | 2,81      | гладкий                        | 2019—        |
| 20 тенге              | 20 тенге  | сталь, гальв. никелем             | 18,27        | 1,6          | 2,9       | прерывисто- рубчатый           | 2019—        |
| 50 тенге              | 50 тенге  | нейзильбер                        | 23           | 1,6          | 4,7       | прерывисто- рубчатый           | 2019—        |
| 100 тенге             | 100 тенге | кольцо: нибрасс центр: нейзильбер | 24,5         | 1,95         | 6,65      | рубчатый                       | 2019—        |
| 200 тенге · 200 тенге | 200 тенге | кольцо: нейзильбер центр: нибрасс | 26           | 1,9          | 7,5       | 16 углублений гладко- рифленый | 2020—        |

### Памятные монеты
Наряду с монетами для обращения Национальный банк Республики Казахстан выпускает памятные и юбилейные монеты. Одной из особенностей казахстанских монет является использование тантала в чеканке.
Выпускаются инвестиционные монеты «Золотой и серебряный барс».

## Банкноты
Первые серии банкнот (1993—1994 годов и номиналами от 1 тиына до 200 тенге) печатались с надписями исключительно на казахском языке. Начиная с ввода банкноты номиналом 500 тенге образца 1994 года в практику дизайна банкнот вошло употребление русскоязычных надписей (номинал, предупреждение об уголовном преследовании за подделку банкнот) на реверсах банкнот номиналом 500—10000 тенге; с 2006 года на русском языке были выполнены аналогичные надписи и на банкноте номиналом 200 тенге. 2 декабря 2018 года указом Президента Республики Казахстан утверждена новая концепция дизайна национальной валюты Казахстана, согласно которой в дизайне казахских банкнот и монет будут использоваться надписи только на государственном казахском языке.

### Банкноты образца 1993 года
Банкноты введены в обращение 15 ноября 1993 года. После ввода монет первой серии, разменные банкноты (номинированные в тиынах) были выведены из обращения.
15 ноября 2006 года банкноты образца 1993 года в 1, 3, 5, 10, 20, 50 и 100 тенге официально были изъяты из обращения. Де-факто начали выходить из обращения в 1999—2003 годах. По истечении этого срока старые банкноты в течение года принимались для обмена всеми банками, а затем, в течение пяти лет, обмен производился только филиалами Национального банка после проверки подлинности банкнот.
| Банкноты НБРК I серии                           | Банкноты НБРК I серии         | Банкноты НБРК I серии | Банкноты НБРК I серии | Банкноты НБРК I серии        | Банкноты НБРК I серии                                                    | Банкноты НБРК I серии                          | Банкноты НБРК I серии | Банкноты НБРК I серии |
| Изображение лицевой стороны                     | Изображение оборотной стороны | Номинал               | Размеры (мм)          | Основные цвета               | Описание                                                                 | Описание                                       | Даты                  | Даты                  |
| Изображение лицевой стороны                     | Изображение оборотной стороны | Номинал               | Размеры (мм)          | Основные цвета               | Лицевая сторона                                                          | Оборотная сторона                              | печати                | изъятия               |
| ----------------------------------------------- | ----------------------------- | --------------------- | --------------------- | ---------------------------- | ------------------------------------------------------------------------ | ---------------------------------------------- | --------------------- | --------------------- |
|                                                 |                               | 1 тиын                | 105×65                | зелёный                      | номинал                                                                  | герб Казахстана, номинал                       | 15 ноября 1993        | 30 декабря 1995       |
|                                                 |                               | 2 тиына               | 105×65                | голубой                      | номинал                                                                  | герб Казахстана, номинал                       | 15 ноября 1993        | 30 декабря 1995       |
|                                                 |                               | 5 тиынов              | 105×65                | фиолетовый                   | номинал                                                                  | герб Казахстана, номинал                       | 15 ноября 1993        | 30 декабря 1995       |
|                                                 |                               | 10 тиынов             | 105×65                | розовый                      | номинал                                                                  | герб Казахстана, номинал                       | 15 ноября 1993        | 30 декабря 1995       |
|                                                 |                               | 20 тиынов             | 105×65                | бирюзовый                    | номинал                                                                  | герб Казахстана, номинал                       | 15 ноября 1993        | 30 декабря 1995       |
|                                                 |                               | 50 тиынов             | 105×65                | коричневый                   | номинал                                                                  | герб Казахстана, номинал                       | 15 ноября 1993        | 30 декабря 1995       |
|                                                 |                               | 1 тенге               | 124×62                | синий                        | портрет философа и учёного Аль-Фараби (872—951)                          | геометрические построения и формулы Аль-Фараби | 15 ноября 1993        | 15 ноября 2006        |
|                                                 |                               | 3 тенге               | 124×62                | серо-зелёный салатовый       | портрет акына Суюнбая Аронулы (1815—1898)                                | горы Заилийского Алатау                        | 15 ноября 1993        | 15 ноября 2006        |
|                                                 |                               | 5 тенге               | 124×62                | коричневый жёлтый розовый    | портрет народного музыканта Курмангазы Сагырбайулы (1818—1889)           | мавзолейный комплекс                           | 15 ноября 1993        | 15 ноября 2006        |
|                                                 |                               | 10 тенге              | 144×69                | тёмно-зелёный зелёный        | портрет путешественника и учёного Чокана Валиханова (1835—1865)          | гора Ок-Жетпес                                 | 15 ноября 1993        | 15 ноября 2006        |
|                                                 |                               | 20 тенге              | 144×69                | тёмно-коричневый коричневый  | портрет основоположника казахской литературы Абая Кунанбаева (1845—1904) | беркутчи с беркутом                            | 15 ноября 1993        | 15 ноября 2006        |
|                                                 |                               | 50 тенге              | 144×69                | светло-коричневый коричневый | портрет хана Младшего жуза Абулхайр-хана (1693—1748)                     | наскальная живопись из Мангистауской области   | 15 ноября 1993        | 15 ноября 2006        |
|                                                 |                               | 100 тенге             | 144×69                | фиолетовый розовый           | портрет хана Среднего жуза Абылай-хана (1711—1781)                       | мавзолей Ходжи Ахмеда Ясави                    | 15 ноября 1993        | 15 ноября 2006        |
| Масштаб изображений — 1,0 пикселя на миллиметр. |                               |                       |                       |                              |                                                                          |                                                |                       |                       |

### Банкноты образца 1993—2003 года
| Банкноты НБРК II серии                          | Банкноты НБРК II серии        | Банкноты НБРК II серии | Банкноты НБРК II серии | Банкноты НБРК II серии | Банкноты НБРК II серии | Банкноты НБРК II серии               | Банкноты НБРК II серии | Банкноты НБРК II серии | Банкноты НБРК II серии |
| Изображение лицевой стороны                     | Изображение оборотной стороны | Номинал (тенге)        | Размеры (мм)           | Основные цвета         | Описание               | Описание                             | Даты                   | Даты                   | Даты                   |
| Изображение лицевой стороны                     | Изображение оборотной стороны | Номинал (тенге)        | Размеры (мм)           | Основные цвета         | Лицевая сторона        | Оборотная сторона                    | выпуска                | печати                 | изъятия                |
| ----------------------------------------------- | ----------------------------- | ---------------------- | ---------------------- | ---------------------- | ---------------------- | ------------------------------------ | ---------------------- | ---------------------- | ---------------------- |
|                                                 |                               | 200                    | 144×69                 | светло-оранжевый       | портрет Аль-Фараби     | фрагмент мавзолея Ходжи Ахмеда Ясави | 1 марта 1994           | 1993                   | 1 сентября 2001        |
|                                                 |                               | 200                    | 144×69                 | светло-оранжевый       | портрет Аль-Фараби     | фрагмент мавзолея Ходжи Ахмеда Ясави | 1 сентября 2000        | 1999                   | 15 ноября 2007         |
|                                                 |                               | 200                    | 144×69                 | светло-оранжевый       | портрет Аль-Фараби     | фрагмент мавзолея Ходжи Ахмеда Ясави | 15 ноября 2002         | 1999                   | 15 ноября 2007         |
|                                                 |                               | 500                    | 144×69                 | светло-фиолетовый      | портрет Аль-Фараби     | фрагмент мавзолея Ходжи Ахмеда Ясави | 27 июля 1994           | 1994                   | 1 сентября 2001        |
|                                                 |                               | 500                    | 144×69                 | светло-фиолетовый      | портрет Аль-Фараби     | фрагмент мавзолея Ходжи Ахмеда Ясави | 1 сентября 2000        | 1999                   | 15 ноября 2007         |
|                                                 |                               | 500                    | 144×69                 | светло-фиолетовый      | портрет Аль-Фараби     | фрагмент мавзолея Ходжи Ахмеда Ясави | 15 ноября 2002         | 1999                   | 15 ноября 2007         |
|                                                 |                               | 1000                   | 144×69                 | голубовато- зелёный    | портрет Аль-Фараби     | фрагмент мавзолея Ходжи Ахмеда Ясави | 14 февраля 1995        | 1994                   | 1 ноября 2002          |
|                                                 |                               | 1000                   | 144×69                 | голубой синий          | портрет Аль-Фараби     | фрагмент мавзолея Ходжи Ахмеда Ясави | 2 ноября 2001          | 2000                   | 15 ноября 2007         |
|                                                 |                               | 2000                   | 144×69                 | зелёный чёрный         | портрет Аль-Фараби     | фрагмент мавзолея Ходжи Ахмеда Ясави | 15 ноября 1996         | 1996                   | 1 ноября 2002          |
|                                                 |                               | 2000                   | 144×69                 | зелёный голубой        | портрет Аль-Фараби     | фрагмент мавзолея Ходжи Ахмеда Ясави | 2 ноября 2001          | 2000                   | 15 ноября 2007         |
|                                                 |                               | 5000                   | 149×74                 | красный коричневый     | портрет Аль-Фараби     | фрагмент мавзолея Ходжи Ахмеда Ясави | 15 ноября 1999         | 1998                   | 15 ноября 2007         |
|                                                 |                               | 5000                   | 149×74                 | коричневый фиолетовый  | портрет Аль-Фараби     | фрагмент мавзолея Ходжи Ахмеда Ясави | 16 декабря 2001        | 2001                   | 15 ноября 2007         |
|                                                 |                               | 10 000                 | 149×74                 | голубой синий          | портрет Аль-Фараби     | ирбис на фоне гор                    | 28 июля 2003           | 2003                   | 15 ноября 2007         |
| Масштаб изображений — 1,0 пикселя на миллиметр. |                               |                        |                        |                        |                        |                                      |                        |                        |                        |

Банкнота достоинством 10 000 тенге в 2016 году газетой The Telegraph была признана самой красивой банкнотой в мире.

### Банкноты образца 2006 года
Бо́льшая часть тиража банкнот в 2000 и 5000 тенге содержит орфографическую ошибку.
Банкнота в 1000 тенге образца 2006 года с 1 декабря 2014 года начала изыматься из обращения. Период её параллельного обращения с денежными знаками нового образца продлился до 1 марта 2017 года. До 28 февраля 2018 года банкноты обменивались банками и учреждениями Казпочты, после этой даты банкноты будут обмениваться только учреждениями Нацбанка до 28 февраля 2021 года, после проверки подлинности банкнот.
Банкноты в 2000 тенге начали заменяться в обращении новыми банкнотами 29 марта 2013 года, 5000 тенге — 30 декабря 2011 года, 10 000 тенге — 10 апреля 2012 года. Постановлением Правления Национального банка от 28 ноября 2015 года был установлен срок их параллельного обращения с денежными знаками нового образца — по 3 октября 2016 года включительно. До 3 октября 2017 года банкноты принимались к обмену банками и учреждениями Казпочты. До 1 февраля 2021 года банкноты, после проверки их подлинности, принимались для обмена учреждениями Национального банка.
Банкнота номиналом 500 тенге образца 2006 года перестала быть платежным средством с 10 июня 2020 года. В соответствии с постановлением Правления Национального банка Республики Казахстан от 02 ноября 2017 года период параллельного обращения банкнот номиналом 500 тенге образца 2006 года и образца 2017 года установлен с 22 ноября 2017 года по 10 июня 2020 года.
| Банкноты НБРК III серии                         | Банкноты НБРК III серии       | Банкноты НБРК III серии | Банкноты НБРК III серии | Банкноты НБРК III серии | Банкноты НБРК III серии | Банкноты НБРК III серии                                                                                | Банкноты НБРК III серии | Банкноты НБРК III серии |
| Изображение лицевой стороны                     | Изображение оборотной стороны | Номинал (тенге)         | Размеры (мм)            | Основные цвета          | Описание | Описание                                                                                               | Дата                    | Дата                    |
| Изображение лицевой стороны                     | Изображение оборотной стороны | Номинал (тенге)         | Размеры (мм)            | Основные цвета          | Лицевая сторона | Оборотная сторона                                                                                      | печати                  | изъятия                 |
| ----------------------------------------------- | ----------------------------- | ----------------------- | ----------------------- | ----------------------- | --- | --- | ----------------------- | ----------------------- |
|                                                 |                               | 200                     | 126×64                  | оранжевый зелёный       | монумент Байтерек в Астане; фрагменты нот государственного гимна; государственный флаг и герб Казахстана; открытая ладонь руки; наскальное изображение бронзового века | здание Министерства транспорта и коммуникаций; здание Министерства обороны РК; степной пейзаж          | 15 ноября 2006          | в обращении             |
|                                                 |                               | 500                     | 130×67                  | синий серый             | монумент Байтерек в Астане; фрагменты нот государственного гимна; государственный флаг и герб Казахстана; открытая ладонь руки; наскальное изображение бронзового века | здание Министерства финансов РК; здание акимата Астаны; чайки над морем                                | 15 ноября 2006          | 10 июня 2020            |
|                                                 |                               | 1000                    | 134×70                  | коричневый жёлтый       | монумент Байтерек в Астане; фрагменты нот государственного гимна; государственный флаг и герб Казахстана; открытая ладонь руки; наскальное изображение бронзового века | здание Президентского центра культуры; контур карты Казахстана с изображением гор                      | 15 ноября 2006          | 1 марта 2017            |
|                                                 |                               | 2000                    | 139×73                  | зелёный                 | монумент Байтерек в Астане; фрагменты нот государственного гимна; государственный флаг и герб Казахстана; открытая ладонь руки; наскальное изображение бронзового века | здание Театра оперы и балета им. Абая в Алма-Ате; контур карты Казахстана с изображением горного озера | 15 ноября 2006          | 4 октября 2016          |
|                                                 |                               | 5000                    | 144×76                  | коричневый красный      | монумент Байтерек в Астане; фрагменты нот государственного гимна; государственный флаг и герб Казахстана; открытая ладонь руки; наскальное изображение бронзового века | монумент независимости и гостиница «Казахстан» в Алма-Ате; контур карты Казахстана с изображением гор  | 15 ноября 2006          | 4 октября 2016          |
|                                                 |                               | 10 000                  | 149×79                  | фиолетовый синий        | монумент Байтерек в Астане; фрагменты нот государственного гимна; государственный флаг и герб Казахстана; открытая ладонь руки; наскальное изображение бронзового века | резиденция Президента Казахстана «Акорда» в Астане; контур карты Казахстана с изображением каньонов    | 15 ноября 2006          | 4 октября 2016          |
| Масштаб изображений — 1,0 пикселя на миллиметр. |                               |                         |                         |                         | | |                         |                         |

### Банкноты образца 2011—2022 годов
Указом Президента Республики Казахстан от 28 января 2016 года № 185 из концепции дизайна убрали требование о подписи председателя Национального банка Республики Казахстан. В обращении находятся как банкноты, содержащие подпись Григория Александровича Марченко или Кайрата Нематовича Келимбетова, так и без подписи.
| Банкноты НБРК IV серии      | Банкноты НБРК IV серии        | Банкноты НБРК IV серии | Банкноты НБРК IV серии | Банкноты НБРК IV серии | Банкноты НБРК IV серии | Банкноты НБРК IV серии                                                                                                   | Банкноты НБРК IV серии | Банкноты НБРК IV серии |
| Изображение лицевой стороны | Изображение оборотной стороны | Номинал (тенге)        | Размеры (мм)           | Основные цвета         | Описание | Описание | Даты                   | Даты                   |
| Изображение лицевой стороны | Изображение оборотной стороны | Номинал (тенге)        | Размеры (мм)           | Основные цвета         | Лицевая сторона | Оборотная сторона | введения               | печати                 |
| --------------------------- | ----------------------------- | ---------------------- | ---------------------- | ---------------------- | --- | --- | ---------------------- | ---------------------- |
|                             |                               | 500                    | 130х67                 | синий                  | монумент «Казак ели»; летящие голуби; государственный герб и флаг Казахстана; здания: Астана Арена, БЦ «Москва», Дворец Независимости, Сенат Парламента Казахстана, Хан Шатыр    | контур карты Казахстана с изображением чаек на фоне Каспийского моря                                                     | 22 ноября 2017         | 2017                   |
|                             |                               | 1000                   | 134х70                 | коричневый             | монумент «Казак ели»; летящие голуби; государственный герб и флаг Казахстана | контур карты Казахстана с изображением плато Устюрт                                                                      | 1 декабря 2014         | 2014                   |
|                             |                               | 1000                   | 134х70                 | коричневый             | монумент «Казак ели»; летящие голуби; государственный герб и флаг Казахстана | контур карты Казахстана с изображением плато Устюрт                                                                      | после 28 января 2016   |                        |
|                             |                               | 2000                   | 139х73                 | зелёный                | монумент «Казак ели» и Хан Шатыр; летящие голуби и изображение сайгака; государственный герб и флаг Казахстана, Дворец мира и согласия, резиденции Президента «Акорда»           | контур карты Казахстана с изображением реки Иртыш                                                                        | 29 марта 2013          | 2012                   |
|                             |                               | 2000                   | 139х73                 | зелёный                | монумент «Казак ели» и Хан Шатыр; летящие голуби и изображение сайгака; государственный герб и флаг Казахстана, Дворец мира и согласия, резиденции Президента «Акорда»           | контур карты Казахстана с изображением реки Иртыш                                                                        | после 28 января 2016   |                        |
|                             |                               | 5000                   | 144×76                 | красный                | монумент «Казак ели»; летящие голуби и изображение ирбисов; государственный герб и флаг Казахстана, Дворец Независимости, Дворец мира и согласия, резиденции Президента «Акорда» | монумент независимости и гостиница «Казахстан» в Алма-Ате; контур карты Казахстана с изображением гор Заилийского Алатау | 30 декабря 2011        | 2011                   |
|                             |                               | 5000                   | 144×76                 | красный                | монумент «Казак ели»; летящие голуби и изображение ирбисов; государственный герб и флаг Казахстана, Дворец Независимости, Дворец мира и согласия, резиденции Президента «Акорда» | монумент независимости и гостиница «Казахстан» в Алма-Ате; контур карты Казахстана с изображением гор Заилийского Алатау | после 28 января 2016   |                        |
|                             |                               | 10 000                 | 149×79                 | синий фиолетовый       | монумент «Казак ели»; летящие голуби; государственный герб и флаг Казахстана, Дворец Независимости, Дворец мира и согласия, резиденции Президента «Акорда»                       | резиденция Президента Казахстана «Акорда» в Астане; контур карты Казахстана                                              | 10 апреля 2012         | 2012                   |
|                             |                               | 10 000                 | 149×79                 | синий фиолетовый       | монумент «Казак ели»; летящие голуби; государственный герб и флаг Казахстана, Дворец Независимости, Дворец мира и согласия, резиденции Президента «Акорда»                       | резиденция Президента Казахстана «Акорда» в Астане; контур карты Казахстана                                              | после 28 января 2016   |                        |
|                             |                               | 20 000                 | 155×79                 | серый                  | монумент «Казак ели»; летящие голуби и триумфальная арка | панорамный вид города Астаны и резиденции Президента «Акорда», стилизованный парящий беркут                              | 1 октября 2022         | 2022                   |

### Банкноты образца 2023—2025 годов «Сакский стиль»
15 ноября 2023 года, в 30-ю годовщину введения наличного тенге в обращение, на XI Конгрессе финансистов Казахстана Национальный банк Казахстана презентовал новую серию банкнот национальной валюты. Она основана на элементах «Сакского стиля» и отражает наследие страны — от уникальной культуры номадов до современного Казахстана.
Впервые в мире на банкнотах новой серии «Сакский стиль» применены новейшие защитные элементы, в том числе микрооптическая двухцветная защитная нить, которая при наклоне проявляет динамический эффект пульсации, как бы «оживляя» нанесенный на нее национальный узор. В защитный патч интегрированы объемные изображения артефактов, найденных в сакских курганах. 
Банкнота номиналом 10 000 тенге новой серии «Сакский стиль» была удостоена награды «Лучшая новая банкнота 2024 года» в международном конкурсе High Security Printing. Она присуждается за достижения в области дизайна и использования высоких технологий в защите банкнот. Особое внимание уделяется отражению национальной принадлежности, культурного наследия и символики страны в дизайне банкнот, а также функциональности защитных элементов.
| Банкноты НБРК V серии       | Банкноты НБРК V серии         | Банкноты НБРК V серии | Банкноты НБРК V серии | Банкноты НБРК V серии | Банкноты НБРК V серии | Банкноты НБРК V серии | Банкноты НБРК V серии | Банкноты НБРК V серии |
| Изображение лицевой стороны | Изображение оборотной стороны | Номинал (тенге)       | Размеры (мм) 44       | Цвета                 | Описание | Описание              | Даты                  | Даты                  |
| Изображение лицевой стороны | Изображение оборотной стороны | Номинал (тенге)       | Размеры (мм) 44       | Цвета                 | Лицевая сторона | Оборотная сторона     | Введения              | Печати                |
| --------------------------- | ----------------------------- | --------------------- | --------------------- | --------------------- | --- | --------------------- | --------------------- | --------------------- |
|                             |                               | 500                   | 125×70                | синий                 | Ветвь «Древо жизни» с парящей птицей, спираль ДНК и стилизованный под орнамент символ бесконечности, украшение в виде фигуры архара  | Архар                 | 2025                  | 2025                  |
|                             |                               | 1000                  | 130×70                | коричневый            | Ветвь «Древо жизни» с парящей птицей, спираль ДНК и стилизованный под орнамент символ бесконечности, украшение в виде фигуры собаки  | Алабай и Тазы         | 28 марта 2025         | 2024                  |
|                             |                               | 2000                  | 135×70                | зелёный               | Ветвь «Древо жизни» с парящей птицей, спираль ДНК и стилизованный под орнамент символ бесконечности, украшение в виде фигуры сайги   | Сайгак                | 25 декабря 2024       | 2024                  |
|                             |                               | 5000                  | 140×70                | красно-оранжевый      | Ветвь «Древо жизни» с парящей птицей, спираль ДНК и стилизованный под орнамент символ бесконечности, украшение в виде фигуры беркута | Беркут                | 25 декабря 2023       | 2023                  |
|                             |                               | 10 000                | 145×70                | фиолетовый            | Ветвь «Древо жизни» с парящей птицей, спираль ДНК и стилизованный под орнамент символ бесконечности, украшение в виде фигуры барса   | Снежный барс          | 28 июня 2024          | 2023                  |
|                             |                               | 20 000                | 150×70                | сине-жёлтый           | Ветвь «Древо жизни» с парящей птицей, спираль ДНК и стилизованный под орнамент символ бесконечности, украшение в виде фигуры лошади  | Лошадь                | 2025                  | 2025                  |

### Памятные банкноты
| Изображение                                     | Изображение       | Номинал (тенге) | Размеры (мм) | Основные цвета     | Описание | Описание | Даты            | Даты   | Даты           |
| Лицевая сторона                                 | Оборотная сторона | Номинал (тенге) | Размеры (мм) | Основные цвета     | Лицевая сторона | Оборотная сторона | введения        | печати | изъятия        |
| ----------------------------------------------- | ----------------- | --------------- | ------------ | ------------------ | --- | --- | --------------- | ------ | -------------- |
|                                                 |                   | 1000            | 134×70       | бирюзовый зелёный  | герб Казахстана; национальные орнаменты и летящие птицы; монумент «Байтерек» в Астане                                              | резиденция Президента Казахстана «Акорда» в Астане; национальные орнаменты; изображение птицы                                                                                     | 5 января 2010   | 2010   | в обращении    |
|                                                 |                   | 1000            | 134×70       | зелёный голубой    | купол мавзолея Ходжи Ахмеда Ясави; государственный герб и флаг Казахстана                                                          | мавзолей Ходжи Ахмеда Ясави | 25 мая 2011     | 2011   | в обращении    |
|                                                 |                   | 1000            | 134×70       | жёлтый коричневый  | монумент «Казак ели» и фрагмент скульптуры «Кюль-тегин»; летящие голуби; государственный герб и флаг Казахстана                    | наскальные изображения тюркских воинов; памятник тюркской письменности | 12 декабря 2013 | 2013   | в обращении    |
|                                                 |                   | 1000            | 130×70       | коричнево-бежевый  | Мемориал Славы в Алма-Ате; национальные орнаменты и силуэты летящих журавлей; государственный герб и флаг Казахстана               | Карта Казахстана из фрагментов исторических архивных фотографий; орден Отечественной войны; надпись и логотип празднования 80-летия Великой Победы в Великой Отечественной войне  | 8 мая 2025      | 2025   | в обращении    |
|                                                 |                   | 2000            | 139×73       | зелёный            | монумент Байтерек; ноты государственного гимна, флаг и герб Казахстана; ладонь руки; наскальное изображение                        | лыжник на фоне гор и символика VII Зимних Азиатских игр | 17 января 2011  | 2011   | в обращении    |
|                                                 |                   | 5000            | 149×77       | красный            | портрет Аль-Фараби, надпечатка на каз. ҚАЗАҚСТАН РЕСПУБЛИКАСЫНЫҢ ТӘУЕЛСІЗДІГІНЕ 10 и рус. 10 НЕЗАВИСИМОСТИ РЕСПУБЛИКИ КАЗАХСТАН    | фрагмент мавзолея Ходжи Ахмеда Ясави | 16 декабря 2001 | 2001   | 15 ноября 2007 |
|                                                 |                   | 5000            | 144×76       | коричневый красный | монумент Байтерек; ноты государственного гимна, флаг и герб Казахстана; ладонь руки; наскальное изображение                        | монумент независимости и гостиница «Казахстан» в Алма-Ате контур карты Казахстана с изображением гор                                                                              | 8 июля 2008     | 2008   | в обращении    |
|                                                 |                   | 10 000          | 149×79       | синий фиолетовый   | монумент «Казак ели»; летящие голуби; государственный герб и флаг Казахстана                                                       | резиденция Президента Казахстана «Акорда» в Астане; контур карты Казахстана; надпись и логотип празднования 20-летия независимости                                                | 4 июля 2011     | 2011   | в обращении    |
|                                                 |                   | 10 000          | 149×79       | синий фиолетовый   | монумент «Казак ели»; фрагмент головного убора Иссыкского золотого человека; горы Заилийского Алатау                               | портрет Нурсултана Назарбаева; здания Астаны; монумент «Байтерек» | 1 декабря 2016  | 2016   | в обращении    |
|                                                 |                   | 10 000          | 145×70       | розовый, голубой   | Карта Казахстана с регионами, оформленная в традиционном стиле с использованием элементов казахского орнамента                     | Общий контур карты евразийского континента | 15 ноября 2023  | 2023   | в обращении    |
|                                                 |                   | 20 000          | 155×79       | серый фиолетовый   | монумент «Казак ели»; летящие голуби и триумфальная арка; государственный герб и флаг Казахстана                                   | резиденция Президента Казахстана «Акорда» в Астане; здание Парламента и Правительства Республики Казахстан; контур карты Казахстана; надпись и логотип 20-летия тенге             | 1 декабря 2015  | 2013   | в обращении    |
|                                                 |                   | 20 000          | 155×79       | серый              | монумент «Казак ели»; летящие голуби и триумфальная арка; государственный герб и флаг Казахстана; логотип «QAZAQSTAN ULTTYQ BANKI» | портрет Нурсултана Назарбаева; резиденция Президента Казахстана «Акорда» и другие здания в Астане; контур карты Казахстана; надпись и логотип празднования 30-летия независимости | 1 декабря 2021  | 2021   | в обращении    |
| Масштаб изображений — 1,0 пикселя на миллиметр. |                   |                 |              |                    | | |                 |        |                |

## Уровень инфляции
Казахская валюта с момента своего выхода в обращение претерпела несколько волн девальвации, а также гиперинфляцию в размере до 30 — 61 % в год.

### Девальвации
Первая девальвация прошла в апреле 1999 года, тенге обесценился на 64,6 %.
Вторая девальвация произошла 4 февраля 2009 года. Ссылаясь на опыт девальвации 1999 года, руководство Национального банка сделало акцент на том, что другие методы поддержки национальной промышленности кроме девальвации тенге, неэффективны. В качестве одной из главных причин девальвации тенге Национальный банк назвал также необходимость сохранения золотовалютных резервов.
Третья девальвация произошла в феврале 2014 года на фоне резкого повышения курсов евро и доллара США по отношению ко многим валютам стран СНГ. 11 февраля 2014 года глава Национального банка объявил о девальвации тенге. В заявлении было указано, что будет установлен новый коридор колебаний курса по отношению к доллару США от нового уровня 185±3 тенге за доллар. Ранее курс составлял 155,5 тенге за доллар США.
Несмотря на обещания, что девальвации не будет, Нацбанк Казахстана объявил о девальвации национальной валюты 11 февраля 2014 года, в связи с этим приостановили работу автодилеры и сайты крупнейших интернет-магазинов, закрылись многие обменники.
Четвёртая девальвация произошла в августе 2015 года после объявления Нацбанком о введении свободного курса тенге. Наиболее вероятной причиной такого шага является стремление поддержки национальной экономики на фоне резкого снижения курса российского рубля. Премьер-министр Карим Масимов подчеркнул, что формирование рыночного курса без участия государства создаст предпосылки для восстановления экономического роста, повышения кредитной и инвестиционной активности, создания новых рабочих мест и снижения инфляции.
По итогам 2015 года тенге признан самой обесценившейся валютой Европы. По подсчетам аналитиков, тенге девальвировал на 85,2 процента. Давление на экономику Казахстана оказало ослабление китайского юаня и удешевление нефти марки Brent с начала 2015 года на 33 %, что вынудило Нацбанк РК в августе перейти к плавающему курсу.

## Режим валютного курса
2 сентября 2013 года Национальный банк привязал казахстанский тенге к мультивалютной корзине основных торговых партнеров, доля которых была определена в следующих пропорциях: доллар США 70 %, китайский юань 20 % и российский рубль 10 %. Стоимость корзины рассчитывалась как средневзвешенная величина двустороннего обменного курса тенге к якорным валютам на заданную дату.
11 февраля 2014 года Нацбанк решил девальвировать тенге на 18 % по отношению к доллару США в ответ на ослабление российского рубля.
20 августа 2015 года Казахстан окончательно отказался от привязки к корзине валют и в настоящее время использует плавающий валютный курс тенге, курс которого по отношению к основным валютам теперь определяется спросом и предложением на рынке, а критерием эффективности курсовой политики выступают показатели инфляции (инфляционное таргетирование).